# Pachymelos rufithorax
Pachymelos rufithorax là một loài tò vò trong họ Ichneumonidae.